# Adolphe Menjou

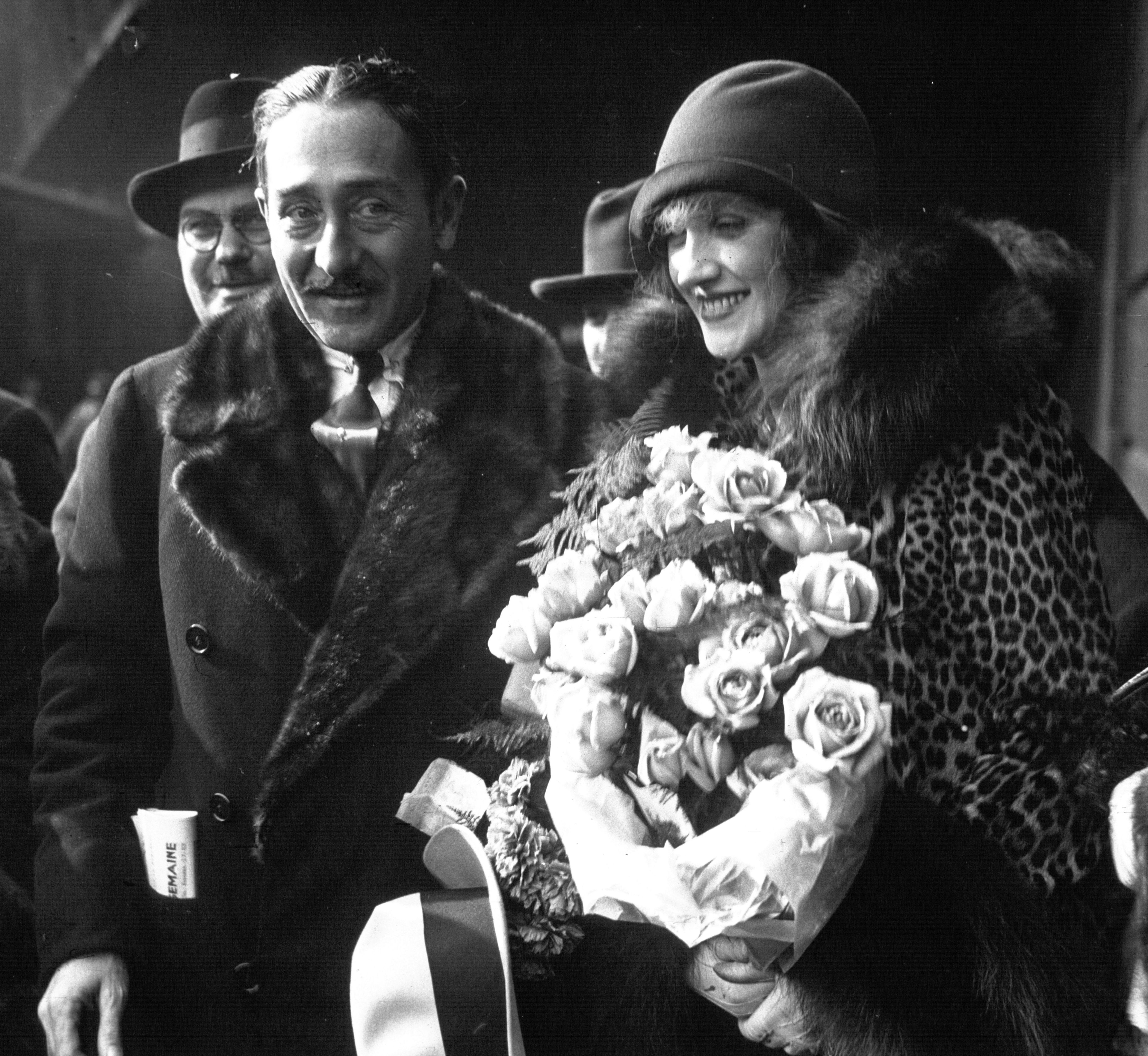
Adolphe Menjou und Kathryn Carver kurz vor ihrer Hochzeit in Paris 1928

Adolphe Jean Menjou (* 18. Februar 1890 in Pittsburgh, Pennsylvania; † 29. Oktober 1963 in Beverly Hills, Kalifornien) war ein US-amerikanischer Schauspieler, der zwischen 1914 und 1960 in knapp über 150 Kinofilmen spielte und vor allem elegante Gentlemen verkörperte.

## Leben und Karriere
Adolphe Menjou wurde 1890 in Pittsburgh als Sohn eines Franzosen und einer Irin geboren. Seine Mutter war weitläufig mit James Joyce verwandt. Nachdem er zunächst eine Universitätsausbildung als Ingenieur abgeschlossen hatte, wurde Menjou vom Vaudeville-Theater angezogen und machte 1914 sein Filmdebüt im Kurzfilm The Acid Test. Im Ersten Weltkrieg diente er als Sanitäter.
Nach dem Krieg wurde Menjou 1921 vor allem durch seine Rollen in den Abenteuerfilmen Der Scheich mit Rudolph Valentino sowie Die drei Musketiere mit Douglas Fairbanks senior bekannt. In den 1920er-Jahren wurde er durch Filme wie Charlie Chaplins Liebesdrama Die Nächte einer schönen Frau zu einem international berühmten Filmschauspieler. Menjou pflegte das Image des stilbewussten Gentlemans mit europäischem Charme, der kultiviert, ironisch und gelegentlich zynisch in Erscheinung tritt. Mit der Einführung des Tonfilms gegen Ende der 1920er-Jahre geriet seine Karriere wie die vieler Stummfilmstars zunächst ins Stocken. Er konnte sich aber schließlich im Tonfilm etablieren und trat etwa als glückloser Verehrer von Marlene Dietrich in Josef von Sternbergs Filmdrama Marokko auf. Die Rolle eines gewitzten Reporters in Lewis Milestones Komödie The Front Page brachte Menjou 1931 eine Oscar-Nominierung ein.
Im Verlauf der 1930er-Jahre übernahm Menjou in meist kleineren Filmproduktionen noch Hauptrollen, während er zugleich in aufwendigen und populären Filmen wie In einem anderen Land, Bühneneingang und Ein Stern geht auf als zweiter Hauptdarsteller oder wichtigster Nebencharakter an der Seite des Hauptstars auftrat. Er konnte sich mit zunehmendem Alter von seinen Liebhaberrollen auf Charakterdarstellungen verlegen. In den 1940er-Jahren ließ die Qualität von Menjous Filmen nach, eine der wenigen Ausnahmen war Frank Capras Komödie Der beste Mann. Mit dem Aufkommen des Fernsehens nach 1950 übernahm er auch Rollen in mehreren Fernsehserien. Eine seiner bekanntesten Rollen spielte Menjou 1957 als kaltblütiger General Broulard in Stanley Kubricks Filmklassiker Wege zum Ruhm. Seine Karriere beendete er 1960 mit dem Film Alle lieben Pollyanna.
Nach dem Zweiten Weltkrieg war Menjou einer der führenden Köpfe der Motion Picture Alliance for the Preservation of American Ideals, einer Gruppierung der McCarthy-Ära, die in Hollywood Jagd auf Kommunisten und Liberale machte. Adolphe Menjou verfasste eine Autobiografie mit dem Titel It Took Nine Tailors. Auf dem Hollywood Walk of Fame erinnert ein Stern an ihn. Verewigt ist der Schauspieler auch durch das Menjou-Bärtchen: ein schmaler Schnurrbart, der nach ihm benannt wurde, da er ihn popularisierte.
Menjou war dreimal verheiratet. Zuerst mit Kathryn Conn Tinsley, dann von 1928 bis 1934 mit Kathryn Carver und zuletzt mit Verree Teasdale von 1934 bis zu seinem Tod 1963. Menjou und Teasdale hatten ein Kind und traten außerdem in zwei Filmen gemeinsam auf. Er ist neben Teasdale auf dem Hollywood Forever Cemetery bestattet.

## Filmografie (Auswahl)
- 1914: The Acid Test (Kurzfilm)
- 1917: The Moth
- 1917: Der Wilde Westen (Wild and Woolly)
- 1921: Die drei Musketiere (The Three Musketeers)
- 1921: Der Scheich (The Sheik)
- 1922: Is Matrimony a Failure?
- 1923: Die Nächte einer schönen Frau (A Woman of Paris)
- 1923: Die spanische Tänzerin (The Spanish Dancer)
- 1924: Die mit Seelen Handel treiben (For Sale)
- 1924: Die Ehe im Kreise (The Marriage Circle)
- 1924: Das verbotene Paradies (Forbidden Paradise)
- 1924: Ralphs nächtliche Abenteuer (Broadway After Dark)
- 1924: Der Garten der Sünde (Sinners in Silk)
- 1925: Durchlaucht macht eine Anleihe (The King on Main Street)
- 1926: Lord Satanas (The Sorrows of Satan)
- 1926: Die Großfürstin und ihr Kellner (The Grand Duchess and the Waiter)
- 1927: Der Gentleman von Paris (A Gentleman of Paris)
- 1927: Das Wiener Lied (Serenade)
- 1927: Wie Madame befehlen (Service for Ladies)
- 1929: Ein Marquis zu verkaufen (Marquis Preferred)
- 1930: Marokko (Morocco)
- 1931: The Front Page
- 1931: Herz am Scheideweg (The Easiest Way)
- 1931: The Great Lover
- 1932: Sehnsucht ohne Ende (Forbidden)
- 1932: In einem anderen Land (A Farewell to Arms)
- 1932: Das Rätsel einer Nacht (The Night Club Lady)
- 1933: The Circus Queen Murder
- 1933: Morgenrot des Ruhms (Morning Glory)
- 1934: Die Glückspuppe (Little Miss Marker)
- 1934: Zirkus Barnum (The Mighty Barnum)
- 1936: Ausgerechnet Weltmeister (The Milky Way)
- 1936: Die Eisprinzessin (One in a Million)
- 1936: Sing, Baby, Sing
- 1937: Café Metropol (Café Metropole)
- 1937: Bühneneingang (Stage Door)
- 1937: Ein Stern geht auf (A Star is Born)
- 1937: 100 Mann und ein Mädchen (One Hundred Men and a Girl)
- 1938: The Goldwyn Follies
- 1939: Golden Boy
- 1940: Die Dame ist der Gatte (Turnabout)
- 1941: Father Takes A Wife
- 1942: Du warst nie berückender (You Were Never Lovelier)
- 1942: Roxie Hart
- 1943: Hi Diddle Diddle
- 1944: Step Lively
- 1946: The Bachelor’s Daughters
- 1947: Der Windhund und die Lady (The Hucksters)
- 1948: Der beste Mann (State of the Union)
- 1949: Mein Traum bist Du (My Dream Is Yours)
- 1949: Dancing in the Dark
- 1950: Tod im Nacken (To Please a Lady)
- 1951: Verschwörung im Nachtexpreß (The Tall Target)
- 1951: Colorado (Across the Wide Missouri)
- 1952: Der unsichtbare Schütze (The Sniper)
- 1953: Ein Mann auf dem Drahtseil (Man on a Tightrope)
- 1953–1954: Your Favorite Story (Fernsehserie, 11 Folgen)
- 1956: Die große und die kleine Welt (The Ambassador’s Daughter)
- 1956: Na, na, Fräulein Mutti! (Bundle of Joy)
- 1957: Traum in Pink (The Fuzzy Pink Nightgown)
- 1957: Wege zum Ruhm (Paths of Glory)
- 1960: Alle lieben Pollyanna (Pollyanna)